# Edrita Fried
Edrita Fried (* 7. Oktober 1909 in Wien als Edrita Germ; † 9. November 1981 in Manhattan) war eine österreichisch-US-amerikanische  Gruppenpsychotherapeutin.

## Leben
Fried studierte an der Universität Wien und promovierte 1933 unter Eduard Castle über „Das Nachkriegswien im modernen Roman“ zur Dr. phil. Nach ihrem Studienabschluss arbeitete sie als freiberufliche Englischlehrerin. Am 14. November 1933 heiratete sie in Wien Ernst Hans Fried, den späteren John H. E. Fried. Mit ihm emigrierte sie 1938 über England in die Vereinigten Staaten.
Dort gelang es ihr, im Rahmen eines Rockefeller Fellowships bei Paul Lazarsfeld an der Columbia University zu arbeiten. Am 23. Dezember 1943 erhielt sie die US-amerikanische Staatsbürgerschaft. 1944 zog sie mit ihrem Ehemann nach Montreal, wo sie am Allan Memorial Institute bei Karl Stern arbeitete, um danach gemeinsam mit Miguel Prados (einem Schüler S. H. Foulkes) und anderen den Montreal Psychoanalytic Club (der später in der Canadian Psychoanalytic Society aufging) zu gründen.
Im Jahr 1949 kehrte sie nach New York zurück, wo sie am späteren Postgraduate Center for Mental Health arbeitete. Ab 1955 lehrte sie am Albert Einstein College of Medicine, ab 1978 auch am New York University Medical Center.
Zwischen 1953 und 1964 wirkte sie zudem als Vorstandsmitglied der American Group Psychotherapy Association. Neben ihrer Tätigkeit als Psychotherapeutin und Hochschullehrerin publizierte sie zahlreiche Beiträge für Fachzeitschriften sowie mehrere psychologische Bücher.
Fried starb 1981 im St. Luke’s Hospital. Sie war die Psychotherapeutin und persönliche Freundin der Künstlerin Joan Mitchell. Ein abstraktes Ölgemälde von 1981 trägt den Namen Edrita Fried.

## Werke
- Das Nachkriegswien im modernen Roman. Diss. Univ. Wien 1933.
- Ego in love and sexuality. Grune & Stratton, New York 1960. (deutsch: Konfliktsituationen in Liebe und Sexualität. Kindler, München 1967)
- Artistic productivity and mental health. C. C. Thomas, Springfield 1964.
- Active / passive. The crucial psychological dimension. Grune & Stratton, New York 1970. (deutsch: Der intensive Mensch. Wege zur Änderung passiven Verhaltens. Kindler, München 1972)
- The courage to change. From insight to self-innovation. Grove Press, New York 1981.